# Carissa Moore
Carissa Kainani Moore (Honolulu, Hawái, Estados Unidos, 27 de agosto de 1992) es una surfista profesional hawaiana-estadounidense que ha ganado el ASP World Tour en cuatro ocasiones (2011, 2013, 2015 y 2019).

## Biografía
A los cinco años comenzó a practicar el surf en las playas de Waikiki con su padre. Ha ganado 11 títulos nacionales de Estados Unidos de la National Scholastic Surfing Association, el circuito aficionado. Tras estos títulos, en 2010 comenzó a competir en el ASP World Tour, terminando en tercer lugar de la clasificación mundial. Ese año fue nombrada como novata del año. En 2011, con 18 años, ganó su primer título de campeona del mundo, siendo la más joven en conseguirlo en la historia.
En 2012 no pudo revalidar el título, siendo finalmente tercera clasificada. En 2013 ganó la mitad de las competiciones y se volvió a adjudicar el título mundial. Tuvo una temporada difícil porque Tyler Wright compitió a gran nivel, pero en el evento final disputado en Portugal Wright fue eliminada en cuartos de final y Carissa ganó el título. Ese año fue nombrada mujer del año para la Glamour Magazine y entró en el Salón de la fama del surf. En 2014 no pudo revalidar su título y cedió ante el sexto campeonato del mundo de Stephanie Gilmore. En 2015 ganó cuatro de las diez competiciones de las que consta el campeonato del mundo, alcanzando el tercer título mundial en los cinco anteriores años.
Nuevamente en 2016 volvió a finalizar en tercer lugar tras haber obtenido la victoria en una sola prueba y acumular 57,200 puntos.

### Victorias
| Fecha | Evento                                | Lugar                            | País           |
| ----- | ------------------------------------- | -------------------------------- | -------------- |
| 2019  | Roxy Pro France                       | Francia                          | Francia        |
| 2016  | Roxy Pro France                       | Francia                          | Francia        |
| 2015  | Target Maui Pro                       | Honolua, Hawái                   | Estados Unidos |
| 2015  | Rip Curl Women's Pro Bells Beach      | Bells Beach                      | Australia      |
| 2015  | Roxy Pro Gold Coast                   | Gold Coast                       | Australia      |
| 2014  | Target Maui Pro                       | Honolua, Hawái                   | Estados Unidos |
| 2014  | Rip Curl Pro                          | Bells Beach                      | Australia      |
| 2014  | Drug Aware Margaret River Women's Pro | Margaret River                   | Australia      |
| 2013  | Cascais Women's Pro                   | Cascais                          | Portugal       |
| 2013  | US Open of Surfing                    | Huntington Beach                 | Estados Unidos |
| 2013  | Rip Curl Pro                          | Bells Beach                      | Australia      |
| 2013  | Drug Aware Margaret River Women's Pro | Margaret River                   | Australia      |
| 2011  | Billabong Pro Rio                     | Río de Janeiro                   | Brasil         |
| 2011  | Beachley Classic                      | Dee Why                          | Australia      |
| 2011  | Roxy Pro Gold Coast                   | Gold Coast, Queensland           | Australia      |
| 2010  | Rip Curl Pro Portugal                 | Peniche                          | Portugal       |
| 2010  | TSB Bank Women's Surf Festival        | Taranaki                         | Nueva Zelanda  |
| 2010  | US Open of Surfing                    | Huntington Beach                 | Estados Unidos |
| 2009  | Gidget Pro                            | Sunset Beach, Hawái              | Estados Unidos |
| 2008  | Reef Hawaiian Pro                     | Ali'i Beach Park, Haleiwa, Hawái | Estados Unidos |